# Charlotte Sullivan

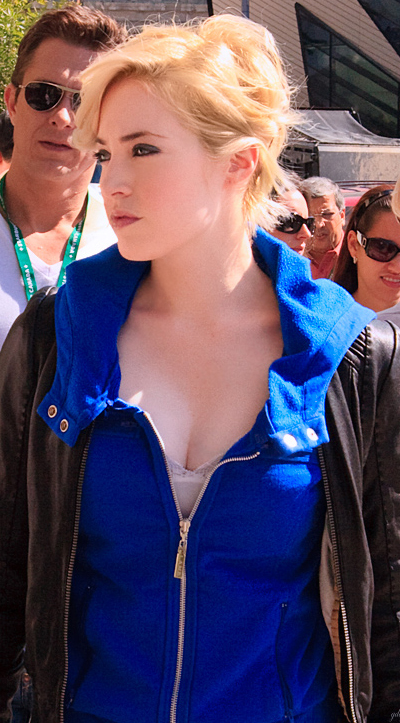
Charlotte Sullivan in 2009

Charlotte Sullivan (Toronto, 21 oktober 1983) is een Canadees actrice. 
Ze vertolkte rollen in onder meer Harriet the Spy uit 1996 als Marion Hawthorne, de televisiefilm When Innocence Is Lost uit 1997 als Annie French, Lucky Girl uit 2001 als Janice, Beautiful Girl uit 2003 als Samantha Webb, How to Deal uit 2003 als Elizabeth Gunderson, Fever Pitch uit 2005 en de miniserie The Kennedys uit 2011 als Marilyn Monroe. Ze speelt sinds 2010 agent Gail Peck in Rookie Blue.
Ze is gehuwd met de Canadese acteur Peter Stebbings.
- Bibliothèque nationale de France: cb15116375d (data)
- Gemeinsame Normdatei: 1287965849
- International Standard Name Identifier: 0000 0000 0522 2439
- Library of Congress Control Number: no2002076021
- Nederlandse Thesaurus van Auteursnamen: 413649466
- Virtual International Authority File: 37215344
- WorldCat: E39PBJfMkgYhH4XKqXtKwYkCcP